# سلبریتی رفلکشن
سلبریتی رفلکشن (به انگلیسی: Celebrity Reflection) یک کشتی است که طول آن ۱٬۰۴۷ فوت (۳۱۹ متر) می‌باشد. این کشتی در سال ۲۰۱۲ ساخته شد.